# Río Malo (vattendrag i Chile, Región del Maule)
Río Malo är ett vattendrag i Chile.   Det ligger i regionen Región del Maule, i den södra delen av landet, 180 km söder om huvudstaden Santiago de Chile.
Omgivningen kring Río Malo består i huvudsak av gräsmarker. Området är glesbefolkat, med 8 invånare per kvadratkilometer.